# Kralj vseh vran in gavranov
Kralj vseh vran in gavranov je slovenska ljudska pravljica. Zapisal jo je pisatelj Anton Hren, prvič pa je bila objavljena v zbirki Slovenske ljudske pripovedi, leta 1985.

## Interpretacija pravljice po Brunu Bettleheimu

### Pomen ljudske pravljice za otroka
Ljudska pravljica je po B. Bettelheimu nastala tako, da se je zgodba oblikovala in spreminjala, ko so jo različni odrasli pripovedovali drugim odraslim in otrokom. Vsak pripovedovalec je med pripovedovanjem iz zgodbe izpuščal nekatere elemente in ji dodajal nove, da bi jo napravil smiselno zase in za poslušalce. Odrasli pripovedovalec se je, ko je pripovedoval otroku, odzival na tisto, kar je slutil iz otrokovih reakcij. Dopuščal je, da na njegovo nezavedno razumevanje tega, kaj zgodba pripoveduje, vpliva otrokovo razumevanje. Zato je bilo pripovedovanje teh zgodb zelo učinkovito za otroka.

### Odhod glavnega junaka od doma
Pravljice sporočajo, da je kljub težavam vsakomur dosegljivo prijetno, uspešno življenje -toda samo, če se ne izmika tveganim bojem, brez katerih ne more nikdar doseči prave identitete. Te zgodbe otroku obljubljajo, da mu bodo, če si bo upal podati na to strašno in naporno iskanje, priskočile na pomoč naklonjene sile, in zato mu bo uspelo. V pravljici Kralj vseh vran in gavranov tudi siromak oddide na pot po svetu, ker je vranam podaril kravo, katera je zanj in za njegovo ženo zelo pomembna, zaradi preživetja. To njegovo odločitev pomagati šibkejšim lahko razumemo kot njegovo dobroto, ali pa kot sebičnost, saj se je zavedal, da bo za to poplačan.
V številnih pravljicah pomeni iskanje samega sebe, če te preženejo od doma. Zaradi samouresničitve moraš zapustiti domače zavetje, kar je vsekakor mučna in boleča izkušnja. Pri odhodu od doma gozd velikokrat simbolizira kraj, kjer se soočimo z notranjo temo in se prebijemo skoznjo, kjer se razreši negotovost o tem, kdo smo in kjer spoznamo kdo želimo biti. Siromaku pri iskanju pomagajo živali -vrane. Po B.Bettelheimu je to popolnoma naravno. Ker je živo vse, kar se giblje, otrok brez težav verjame, da živali govorijo. Prav tako je siromaku izpolnjena želja: dobi možnaček, kar je po B.Bettelheimu v zahodni kulturi med pravljicami zelo razširjeno. V najpreprostejši obliki tega motiva tujec ali žival moškemu izpolni željo, da mu poplača dobro dejanje.

### Število tri v pravljicah
V pravljicah je število tri zelo pogosto. Pojavi se tudi v Kralju vseh vran in gavranov, ko siromak tri dni ostane na gradu. Po B.Bettelhemu se število tri nanaša na tri vidike duševnosti, ki jih ločuje psihoanaliza: ONO, JAZ in NADJAZ. Tri je mistično in pogosto sveto število. V nezavednem število tri označuje spolnost, ker imata oba spola po tri zunanje spolne znake.

### Konec pravljice
Konec pravljice v Kralju vseh vran in gavranov ni določen. Po B.Bettelheimu lahko sklepamo da je srečen. Torej da batek potolče vse turške vojake in da siromak obdrži svoj možnarček. Srečen konec da otroku vedeti, da ima pravljica trdno zgradbo z določenim zapletom, ki pa se srečno zaključi -tako kot življenje.

## ANALIZA PRAVLJICE
V Kralju vseh vran in gavranov je pripovedovalec tretjeosebni, vsevedni (npr. je oral, je cvilil,...). Dogajalni prostor ni točno določen, je neznan. Dogajalni čas je preteklik (se je zdelo, je jedel,...), le pri premem govoru je prisoten sedanjik. Pri slogovnih značilnostih so najbolj izraziti okrasni pridevniki: lepi konji, črne vrane.

### Značilnosti ljudskega slovstva v pravljici
- Osebe so brez imen, nihče nima lastnega imena: siromak, vrane, žena od siromaka, kralj, popotnik.
- Ustno izročilo: Pravljica se je prenašala iz ene generacije na drugo. Ker je pripovedovalcev več, se posledično lahko razvije tudi več inačic.
- Anonimnost: Avtor ni znan
- Pomanjševalnice: kravice, prijateljček, možnarček, žepek, batek, hišica.

## LIKI V PRAVLJICI
V pravljici nastopa sedem likov: nekateri so bolj, drugi manj pomembni. Glavni lik pradstavlja siromak. Je reven in skromen. Želi pomagati vsem, četudi bo zato sam na slabšem. Zaveda se svojih napak in mu je žal zanje, zato se odpravi od doma. Je mož beseda, in isto pričakuje od drugih, zato je prepričan da bo dobil plačlo za svojo dobroto. Zaupa svojim instinktom, saj posluša narek svojih sanj. Kljub temu, da bi lahko izbral karkoli, posluša svojo vest-svoje sanje in zahteva možnjiček. Je tudi pameten, saj popotniku vzame batek, poleg tega pa nazaj dobi tudi svoj možnjiček. Je pogumen, saj se ne boji niti turškega kralja in njegove vojske. Na drugi strani siromakova žena predstavlja tipično žensko vlogo. Boji se za preživetje svoje družine, zato okara moža, ko podari vranam kravo. Njena vloga v pravljici ni usodna, je stranski lik. Vrane so vzrok zapleta v pravljici, saj siromaka prosijo za kravo in mu obljubijo plačilo. Poleg tega mu pomagajo najti grad -predstavljajo poštena bitja. Popotnik in dva pastirja v pripovedi nastopajo kot stranske osebe, saj ne zaznamujejo poteka zgodbe. Kralj vseh vran in gavranov je pošten kralj, ki poplača siromaka tako, kot mu obljubi. Je mož beseda in zaznamuje siromakovo življenje s tem, ko mu podari svoj možnarček. Zadnji lik predstavljen v pravljici je turški kralj. Zaradi njega je konec pravljice odprt in vzbuje strah tako pri bralcu, kot pri likih v pripovedi.

## MEDSEBOJNE POVEZAVE MED PRAVLJICAMI, KI JIH JE ZAPISAL ANTON HREN

### Ježek
je pravljica, ki govori o dečku, ki se je spremenil v ježa. Ker ta nima mesta v hiši, je moral oditi od doma. Zatekel se je v gozd. Po sedmih letih pa je zaradi pomoči grofu prišel iz gozda in za poplačilo dobil eno od grofovih treh hčera. Na poroki se je med obredom preobrazil v čudovitega fanta in bil poplačan z iskreno ljubeznijo.
Ta pravljica je Kralju vseh vran in gavranov podobna v dveh motivi, ki se ponavljata v vseh delih A.Hrena. To sta motiva čudež (Deček se preobrazi v ježa in obratno, siromak postane s pomočjo možnarčka bogat) in odhod od doma (siromak odide ker ga prežene žena zaradi neodgovornosti, ježek pa zato, ker po preobrazbi ne spada v dom ljudi).

### S kačo se je oženil
je pripoved o treh revnih bratih, ki odidejo po svetu iskati neveste. Starejša dva ju najdeta s pomočjo starca, ki živi v gozdu in jih napoti do hiše kjer živijo tri sestre. Najmlajši brat, ki ga imajo za tepčka, pa domov pripelje kačo. Ta se po poroki spremeni v prelepo deklico, ki mu jo zavidata oba brata. Tako je prej vedno zasmehovan fant dobil nevesto, s katero bo srečen celo življenje.
Poleg odhoda od doma in čudeža, lahko to pravljico s Kraljem vseh vran in gavranom povežemo še na ravni čudežnega predmeta. V Kralju vseh vran in gavranov je to možnarček, v S kačo se je oženil pa je to ključek, ki ga fantu podari kača. S pomočjo tega predmeta glaven lik pridobi iskreno ljubezen in srečo. Tako pri Ježku kot pri S kačo se je oženil je pomemben motiv tudi poroka. Ta naj bi prinesla srečo in odgnala vse, kar je slabo.

### Kralj Vrba
je pravljica o čevljarju in njegovi družini. Ta mora zaradi požara, ki jim uniči dom oditi po svetu. Družina se razbije, saj otroci ostanejo pri ribiču, žena odide služit k nekemu bogatinu, čevljar pa odide do mesta, v katerem zbirajo kralja. Po čudežu je za kralja izbran on. Ko poišče svojo ženo in otroke, srečno vladajo in živijo do konca svojih dni.
Ta pravljica ima iste motive, kot prvi dve: motiv čudeža in motiv odhoda od doma.

### Olje mladosti
tudi ta pravljica govori o treh sinovih, ki oddidejo od doma, da bi očetu priskrbeli olje mladosti in tako prišli do njegovega premoženja. Starejša dva brata sta zelo pohlepna in naduta. Izbereta si najlepši poti, najmlajši pa je dober, zato mu konj pomaga. Pripelje ga do gradu, kjer v vsaki sobani počiva več deklet. Tam, kjer je olje je najlepša izmed njih in najmlajši brat jo poljubi, nato pa s konjem odleti proti domu. Ker sta starejša dva brata pokvarjena, ga vržeta v vodnjak in tako dobita vse premoženje. Mlajšega brata iz vodnjaka reši dekle, ki jo je poljubil. Skupaj prevzameta očetovo premoženje in sta srečna.
Poleg že prej omenjenih motivov, v tej pravljici ni drugih povezav z Kraljem vseh vran in gavranov.

### Dobro je delil
Je edina pravljica, ki se v nobenem od prej omenjenih motivov ne povezuje z Kraljem vseh vran in gavranov. Je komična pravljica, ki nam prikaže razliko med pohlepom in iznajdljivostjo. 
Govori o siromaku, ki je zaklal kokota in ga želel podariti grofu, ki je imel ženo ter dva sinova in dve hčeri. Ta je siromaku naročil, naj pravično razdeli kokota. Ker je bil siromak iznajdliv je kokota razdelil tako, da je njemu ostalo največ. Ker je grofu ugajal, mu je podaril dva junca. Isto je želel storiti siromakov lakomni sosed, toda grof ga je ugledal in ga pognal s posestva. Prišel je siromak in zopet po svoje razdelil kokota. Tako si je siromak opomogel, saj je zdaj imel že štiri junce.

## VIRI
- Slovenske ljudske pripovedi, Mladinska knjiga, Ljubljana, 1985
- Zlata ptica (Sto najlepših pravljic), Mladinska knjiga, Ljubljana, 1988
- Slovenske narodne pravljice, Mladinska knjiga, Ljubljana, 2004

## LITERATURA
- Bruno Bettleheim: Rabe čudežnega, studia humanitatis, Ljubljana, 1993

## ZUNANJE POVEZAVE
Objava pravljice na internetu: 

## GLEJ TUDI
- Slovenska mladinska književnost
- Seznam slovenskih pravljic